# Bobby Hebb
Robert Von Hebb (Nashville, 26 juli 1938 - aldaar, 3 augustus 2010) was een Amerikaanse jazz-singer-songwriter.

## Levensloop
Hebbs ouders, William en Ovalla Hebb, waren beide blinde muzikanten. Al op driejarige leeftijd trad Hebb samen met zijn negenjarige broer Harold op in Nashville. Op 23 november 1963 werd Harold doodgestoken. Mogelijk was deze gebeurtenis een inspiratiebron voor Bobby want vanaf dit moment ging hij jazznummers schrijven.
In 1966 bracht hij het door hem geschreven en gezongen nummer Sunny uit. Later dat jaar volgde A Satisfied Mind. In 1976 kwam hij met Love Me. Na een pauze van 30 jaar bracht hij in 2005 zijn laatste album uit met de naam That’s All I Wanna Know.
In 2010 kreeg Hebb postuum een ster in de Music City Walk of Fame in Nashville.

## Sunny
Het nummer Sunny is nog vele malen gecoverd, o.a. door James Brown, Boney M, Frank Sinatra, Stevie Wonder,  Marvin Gaye, Nick Cave, Sonny & Cher, Cher en Dusty Springfield. In 1976 werd een discoversie van Sunny uitgebracht onder de naam Sunny 76.
- Biblioteca Nacional de España: XX975725
- Bibliothèque nationale de France: cb139532818 (data)
- Gemeinsame Normdatei: 13440095X
- International Standard Name Identifier: 0000 0000 8159 7793
- Library of Congress Control Number: n94061327
- MusicBrainz: d21d85ff-c0d5-4c50-a1be-93438e5d7c60
- Nationale Bibliotheek van Tsjechië: mzk2010593662
- Nationale Bibliotheek van Israël: 987007315254205171
- SNAC: w6ht5t3x
- Système universitaire de documentation: 244072795
- Virtual International Authority File: 79607573
- WorldCat: E39PBJgRMbDjkCk6wjRqKvfKBP